# Radostín nad Oslavou
Radostín nad Oslavou (německy Radostin an der Oslawa) je městys v okrese Žďár nad Sázavou v Kraji Vysočina. Žije zde 935 obyvatel.
Sousedními obcemi sídla jsou Bory, Ostrov nad Oslavou, Velké Meziříčí, Zadní Zhořec, Znětínek, Krásněves, Kotlasy, Netín, Kněževes a Pavlov.

## Části obce
- Radostín nad Oslavou
- Zahradiště

## Historie
První písemná zmínka o obci pochází z roku 1390.
Obec Radostín nad Oslavou v roce 2011 obdržela ocenění v soutěži Vesnice Vysočiny, konkrétně získala ocenění Cena naděje pro živý venkov. Obec Radostín nad Oslavou v roce 2013 obdržela ocenění v soutěži Vesnice Vysočiny, konkrétně získala ocenění diplom za činnost divadelního souboru. Obec v roce 2014 získala ocenění v rámci soutěže Vesnice Vysočiny 2014, tj. konkrétně obdržela Bílou stuhu za činnost mládeže.
Od 16. června 2020 byl obci obnoven status městyse.

## Obyvatelstvo
| Rok            | 1869 | 1880 | 1890 | 1900 | 1910 | 1921 | 1930 | 1950 | 1961 | 1970 | 1980 | 1991 | 2001 |
| Počet obyvatel | 828  | 761  | 736  | 719  | 713  | 689  | 633  | 650  | 735  | 773  | 820  | 773  | 862  |

## Školství
- Základní škola a Mateřská škola Radostín nad Oslavou

## Pamětihodnosti
- Kostel svatého Bartoloměje
- Kříž na Šibeničním vrchu